# 이사크 페리스
이사크 페리스 알바로(카탈루냐어: Isaac Férriz Álvaro, 1979년 6월 20일 ~ )는 안도라, 스페인의 배우이다.